# 哈尔马登
哈尔马登（荷蘭語：Galmaarden，荷蘭語發音：[ˈɣɑlmaːrdə(n)] ⓘ，法語發音：[ɡamʁaʒ]）是比利时弗拉芒大區弗拉芒布拉班特省哈勒-维尔福德区的一个市镇，西北两面与东佛兰德省接壤，通行荷蘭語，是弗拉芒社群的一部分，面积34.93平方千米，人口人。